# Wallace Langham
Wallace Langham (11 maart 1965) is een Amerikaans acteur. Hij speelde onder andere het personage David Hodges in de televisieserie CSI: Crime Scene Investigation. Eerder speelde hij al in de film Daddy Day Care met onder andere Eddie Murphy daarin spelend.

## Filmografie
Film:
- Weird Science als Art (1985)
- Children of the Night als Kevin (1985)
- Thunder Run als Paul (1986)
- Soul Man als Barky Brewer (1986)
- Combat High als Perry Barnett (1986)
- The Invisible Kid als Milton McClane (1988)
- The Chocolate War als Archie (1988)
- Under the Broadwalk als Backwash (1989)
- A Deadly Silence als Jimmy Pierson Jr. (1989)
- Martians Go Home als Voyeur Martin (1989)
- Vital Signs als Gant (1990)
- Life with Louie: A Christmas Suprise for Mrs. Stillman (1994) stem
- God's Lonely Man als Rick (1996)
- Michael als Bruce Craddock (1996)
- Daydream Believers: The Monkees' Story als Don Kirshner (2000)
- On Edge als Jimmy Hand (2001)
- Sister Mary Explains it All als Aloysius Benheim (2001)
- Rubbing Charlie (2003)
- Daddy Day Care als Jim Fields (2003)
- Behind the Camera: The Unauthorized Story of Three's Company als Jay (2003)
- Behind the Camera: The Unauthorized Story of 'Charlie's Angels' als Jay Bernstein (2004)
- Hot Night in the City als Jack (2004)
- Little Miss Sunshine als Kirby (2006)
- I Want Someone To Eat Cheese With als Claude Clochet (2006)
- Triumph of Spärhusen als Björn Epstein (2009)
- The Bannen Way als Surveillance tech (2010)
- The Social Network als Peter Thiel (2010)
- Ruby Sparks als Warren (2012)
- Hitchcock als Saul Brass (2012)
- Freeloaders als Zweedse autoliefhebber (2012)
- Somewhere Slow als Paul (2013)
- Rain from Stars als Andy (2013)
- Transcendence als Dr. Strauss (2014)
- Draft Day als Pete Begler (2014)
- Buttwhistle als Dad/Mr. Confer (2014)
- AJ's Infinite Summer als Danny/Guard (stem, 2014)

Televisie:
- CBS Schoolbreak Special als Babe (Afl. Ace Hits the Big Time, 1985)
- Fast Times als Ratner/Mark Ratner (1986)
- Our House als Chris Houston (Afl. Past Tense, Future Tense: Part 1 & 2, 1987)
- The Twilight Zone als Nelson (Afl. Time and Teresa Golowitz/Voices in the Earth, 1987)
- ABC Afterschool Specials als Paul Hendler (Afl. Just a Regular Kid: An AIDS Story, 1987)
- Matlock als Dennis Austin (Afl. The Cult, 1989)
- 21 Jump Street als Poole (Afl. Research and Destroy, 1990)
- Murphy Brown als Michael (Afl. The Murphy Brown School of Broadcasting, 1990)
- WIOU als Willis Teitlebaum (1990 - 1991)
- Life Goes On als John Hemmingway (Afl. The Fairy Tale, 1992)
- Murder, She Wrote als Todd Merlin (Afl. Dead to Rights, 1993)
- Madman of the People als Davis (Afl. The Jack Buckner Society, 1994)
- Dave's World als Neil (Afl. Family Membership, 1994)
- NewsRadio als Stewart/Jeff (Afl. Physical Graffiti & Pilot, 1995 - 1996)
- ER als Dr. Melvoin (Afl. Docter Carter, I Presume, 1996)
- Grace Under Fire als Eric Spencer (Afl. Grace's New Job, 1997)
- F/X: The Series als Levi Chase (Afl. Shooting Mickey, 1997)
- The Larry Sanders Show als Phil (1992 - 1998)
- Star Trek: Voyager als Flotter T. Water III (Afl. Once Upon a Time, 1998)
- The Wild Thornberrys als Sven (Afl. Pal Joey, 1999)
- Happily Ever After: Fairy Tales for Every Child als Prince Bobby/Fish (Afl. The Frog Princess, 2000)
- The Outer Limits als Ezekiel (Afl. Final Appeal, 2000)
- Veronica's Closet als Josh Blair (1997 - 2000)
- Buzz Lightyear of Star Command als Care-bots/Smoltz (Afl. Speed Trap & Return to Karn, 2000)
- What About Joan als Mark Ludlow (2000 - 2001)
- Inside Schwartz als A.J. (Afl. Comic Relief Pitcher, 2001)
- Mission Hill als Andy French (1999 - 2002)
- Sex and the City als Willie (Afl. To Market, to Market, 2003)
- Las Vegas als Julian Kerbis (Afl. Donny, We Hardly Knew Ye, 2003)
- Miss Match als Lucas (Afl. Kate in Ex-tasy, 2003)
- Good Morning, Miami als Ken (Afl. With Friends Like These, Who Needs Emmys?, 2003)
- The West Wing als Terry Anders (Afl. The Hubbert Peak, 2004)
- Medium als Alan (Afl. The Other Side of the Tracks & Suspicions and Certainties, 2005)
- Curb Your Enthusiasm als man in badkamer (Afl. The End, 2005)
- The Batman als Orm/Ocean Master (Afl. Evil Under the Sea!, 2008)
- Ben 10: Alien Force als Tyler/DNAlien #2 (Afl. Inside Man, 2008)
- Monk als Steve DeWitt (Afl. Mr. Monk and the Dog, 2009)
- Glenn Martin DDS als Dr. Gary Ross (Afl. Mom Dated THAT Guy?, 2009)
- 9ine als Physician (Afl. November, 2011)
- Easy to Assemble als Björn Epstein (2009 - 2011)
- Drop Dead Diva als Lester Tuttle (Afl. Trust Me & 50 Shades of Grayson, 2013)
- Nikki & Nora: The N&N Files als Carl Mottenberg (2013)
- Beware the Batman als Anarky/Lonnie Machin/Weapons Buyer (2014)
- CSI: Crime Scene Investigation als David Hodges (2003 - 2015)
- Law & Order: Special Victims Unit aflevering 3: Imposter seizoen 18 als Tom Metcalf. (2016)

- Gemeinsame Normdatei: 1013827783
- International Standard Name Identifier: 0000 0001 2139 959X
- Library of Congress Control Number: no2006135600
- Nationale Bibliotheek van Israël: 987007369628105171
- Virtual International Authority File: 76083811
- WorldCat: E39PBJrCcG3q766mdWC7wQ7JXd